# ما بوفانغ
ما بوفانغ (بالصينية: 馬步芳) (بالأويغورية:ما بوفنگ) ، من مواليد 1903م وتوفي في 31 يوليو 1975م بالسعودية، وهو جنرال عسكري صيني من جماعة ما المسلمة في الصين وهو موالي لحكومة تايوان منذ عام 1949م، عين كأول سفير لجمهورية الصين الوطنية (تايوان) للمملكة العربية السعودية سنة 1957م إلى سنة 1961م، وسبق أن عين عسكريا من سنة 1928 إلى سنة 1949م.

## وصلات خارجية
- 民国军阀派系谈 (The Republic of China warlord cliques discussed) http://www.2499cn.com/junfamulu.htm
- Ma Bufang